# Pont de Puteaux
Le pont de Puteaux  franchit la Seine sur une longueur de 350 mètres en s'appuyant sur l'île de Puteaux. Lors d'un comptage effectué en 2011 au moyen de compteurs à tubes, le trafic moyen journalier annuel s'élevait à 34 956 véhicules.
Il joint le boulevard Richard-Wallace, constituant la limite entre Neuilly-sur-Seine et le bois de Boulogne, au boulevard Richard-Wallace à Puteaux.

## Description
Le pont de Puteaux est un pont en poutre-caisson à hauteur variable, conçu par l'architecte Duffau. Il remplace un premier pont en pierre, qui fut construit en 1895 grâce à une aide financière de Salomon de Rothschild, propriétaire d'une partie de l'île de Puteaux. Ce premier pont fut démoli en 1975 lorsqu'il fut devenu insuffisant pour assurer la circulation.

## Historique

Galerie de photographies
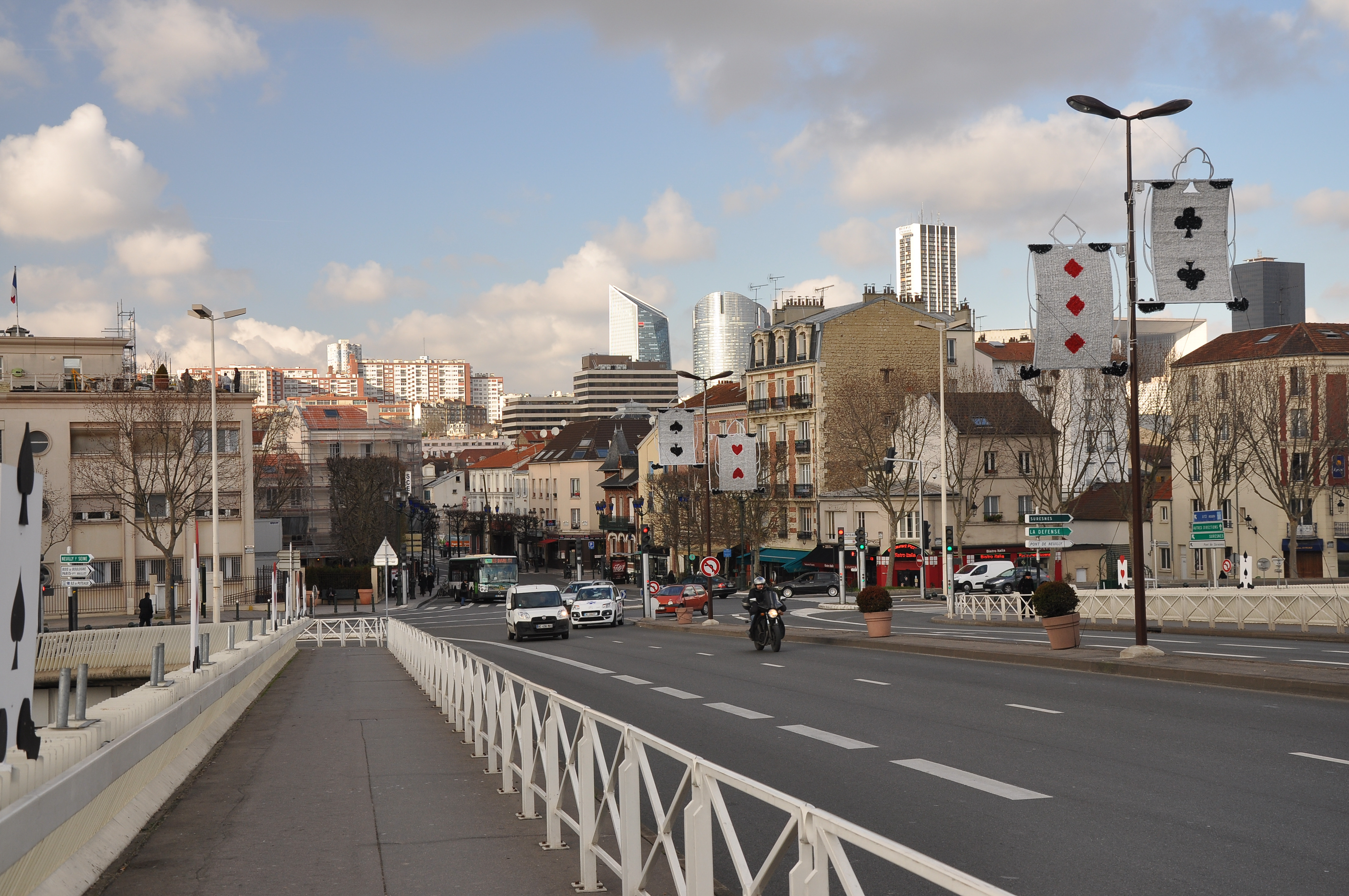
Vue du pont vers Puteaux.
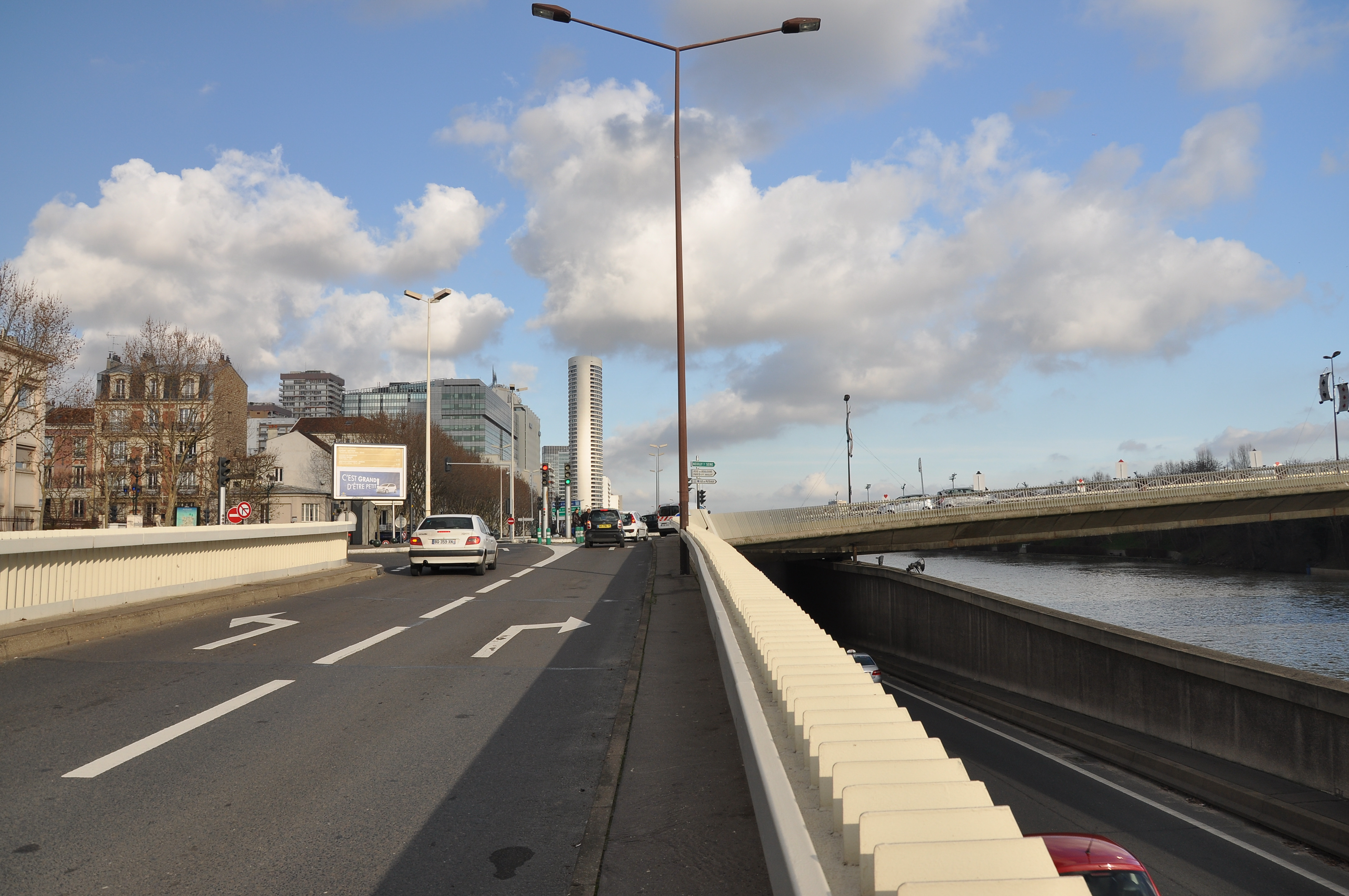
Entrée du pont à Puteaux.

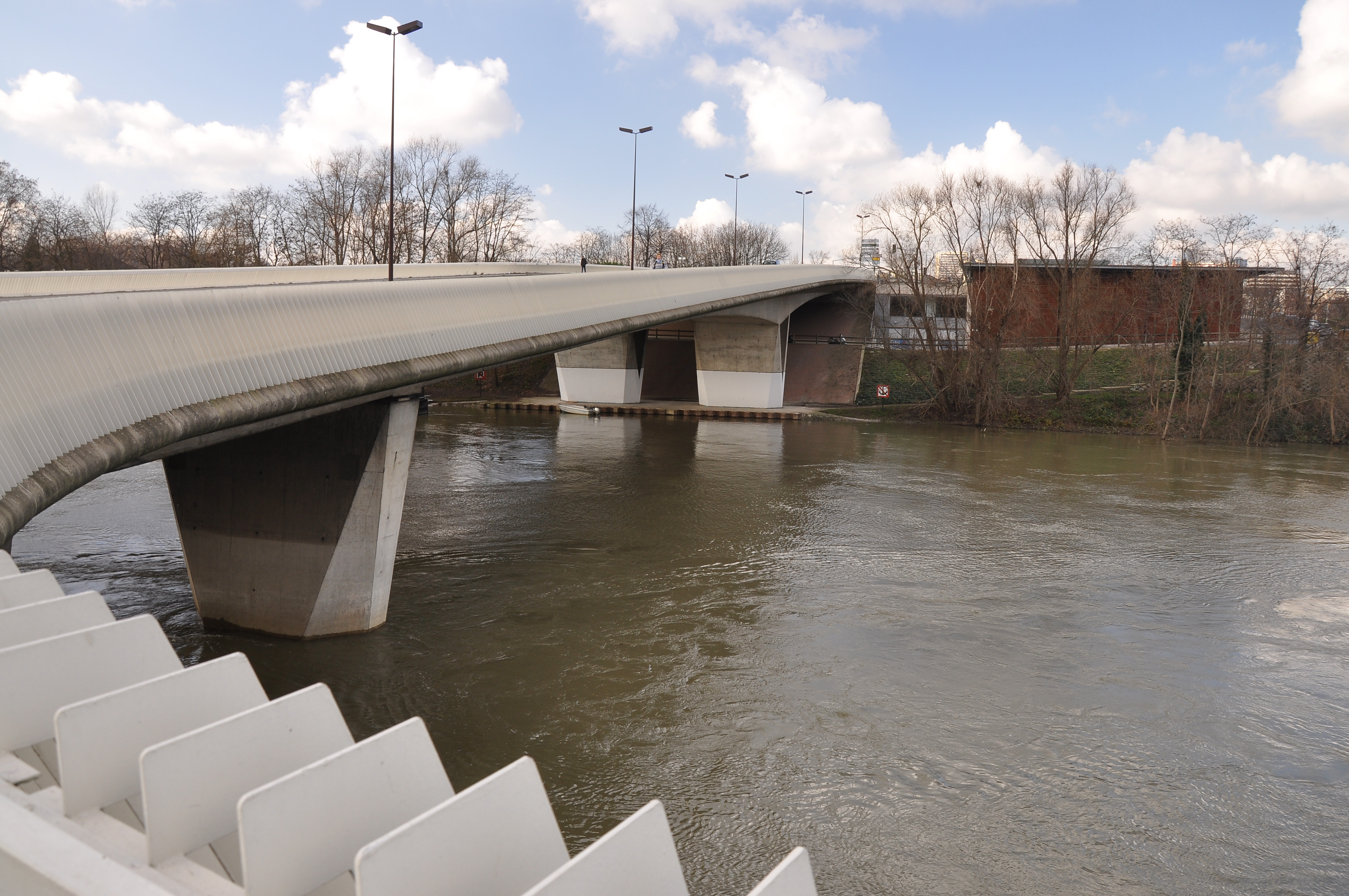
Bras du pont descendant vers Neuilly-sur-Seine.
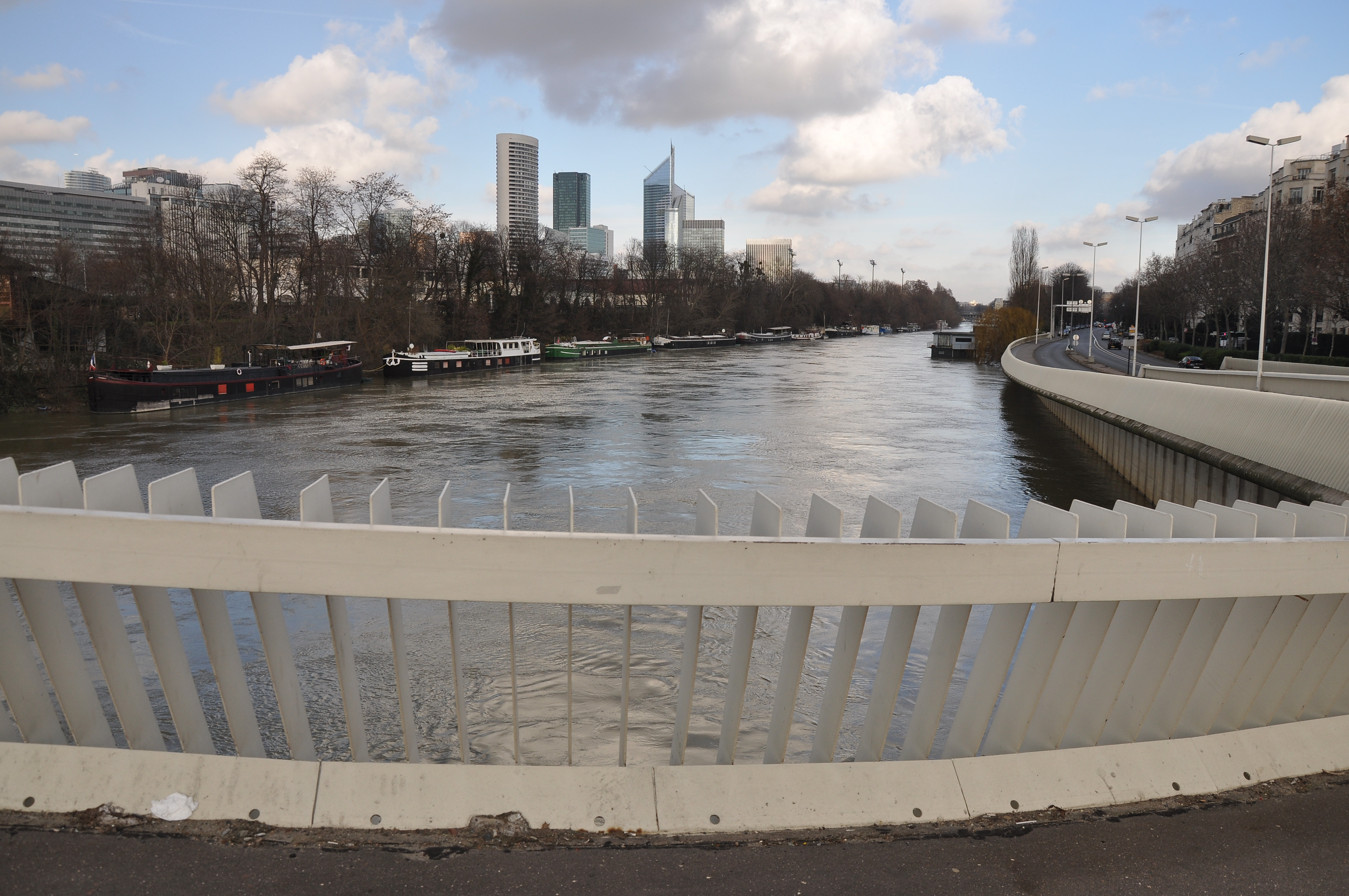
Vue vers La Défense.